# Kamienica przy ul. 3 Maja 3 w Sanoku
Kamienica przy ul. 3 Maja 3 w Sanoku – budynek położony w Sanoku.

## Historia
Na zdobionym balkonie została umieszczona data 1890.
Przed 1914 w lokalu pod numerem 3 mieściła się koncesjonowana szkoła muzyki Józefa Federa. W latach 30. i podczas okupacji niemieckiej do końca 1944 pod numerem 3 istniał Dom Narodny wzgl. Narodna Torhowla.
Na fasadzie kamienicy 30 maja 1979 została odsłonięta tablica upamiętniająca Marsz Głodnych w Sanoku z 6 marca 1930, której projektantem i wykonawcą był Władysław Kandefer. Od lat 90. w Święto Pracy 1 maja pod tablicą z 1979 działacze lewicowi (początkowo SdRP, następnie SLD) corocznie składają kwiaty i oddają cześć protestującym.
W drugiej połowie XX wieku w kamienicy zamieszkiwały rodziny: Mariana Kutiaka (lokal na piętrze wraz z balkonem), Franciszka Knypla (kapelmistrz kolejowy). 
Budynek został wpisany do spisu zabytków Sanoka w 1972 (wówczas pod adresem 22 lipca 2) oraz do gminnego rejestru zabytków miasta Sanoka, opublikowanego w 2015.